# إلين داهل
إلين داهل (بالدنماركية: Ellen Dahl)‏ هي كاتبة سيناريو وكاتِبة دنماركية، ولدت في 13 سبتمبر 1886، وتوفيت في 17 فبراير 1959.